# Верроне
Верроне (итал. Verrone) — коммуна в Италии, располагается в регионе Пьемонт, в провинции Бьелла.
Население составляет 1133 человека (2008 г.), плотность населения составляет 142 чел./км². Занимает площадь 8 км². Почтовый индекс — 13871. Телефонный код — 015.
Покровителем коммуны почитается святой Лаврентий, празднование 10 августа.

## Демография
Динамика населения:

## Администрация коммуны
- Официальный сайт: http://www.comune.verrone.bi.it